# Herring Island (ö i Australien)
Herring Island är en ö i Australien. Den ligger i kommunen Yarra och delstaten Victoria, nära delstatshuvudstaden Melbourne.
Runt Herring Island är det i huvudsak tätbebyggt. Runt Herring Island är det mycket tätbefolkat, med 2 915 invånare per kvadratkilometer. Genomsnittlig årsnederbörd är 1 244 millimeter. Den regnigaste månaden är juli, med i genomsnitt 140 mm nederbörd, och den torraste är januari, med 49 mm nederbörd.